# Zuniga laeta
Zuniga laeta là một loài nhện trong họ Salticidae.
Loài này thuộc chi Zuniga. Zuniga laeta được Elizabeth Maria Gifford Peckham & George William Peckham miêu tả năm 1892.